# Samtgemeinde Rosche
La comunità amministrativa di Rosche (Samtgemeinde Rosche) si trova nel circondario di Uelzen nella Bassa Sassonia, in Germania.

## Suddivisione
Comprende 5 comuni:
1. Oetzen
2. Rätzlingen
3. Rosche
4. Stoetze
5. Suhlendorf

Il capoluogo è Rosche.